# Cursty Jackson
Cursty Jackson (Los Angeles, 11 settembre 1990) è una pallavolista statunitense.
Gioca nel ruolo di centrale nel Türk Hava Yolları.

## Carriera

### Club
La carriera pallavolistica di Cursty Jackson inizia a livello scolastico nella John A. Rowland HS. Gioca poi dal 2008 al 2008 nella NCAA Division I per la UN Las Vegas, prima di trasferirsi alla Arizona, dove gioca dal 2010 al 2011.
Inizia la carriera professionistica nel campionato cadetto francese, giocando per il Quimper, col quale ottiene la promozione nella massima serie nell'annata 2012-13. Nella stagione 2013-14 dal Rabitə Baku, club della Superliqa azera col quale si aggiudica lo scudetto. Nella stagione seguente gioca nella 1. Bundesliga tedesca con il Dresdner, vincendo ancora uno scudetto.
Nel campionato 2015-16 firma per il Galatasaray, club della Voleybol 1. Ligi turca, mentre nel campionato seguente approda in Giappone, dove partecipa a due edizioni della V.Premier League con lo Hitachi Rivale. Nell'annata 2018-19 torna al Galatasaray, sempre nella massima divisione turca, dove gioca anche nell'annata seguente difendendo però i colori del Türk Hava Yolları.

### Nazionale
Nel 2013 viene convocata per la prima volta nella nazionale statunitense, con cui vince la medaglia d'argento alla Grand Champions Cup. In seguito vince un altro argento alla Coppa panamericana 2014, mentre nel 2015 conquista la medaglia d'oro alla Coppa panamericana ed ai XVII Giochi panamericani.

## Palmarès

### Club
- Campionato azero: 1

2013-14
- Campionato tedesco: 1

2014-15

### Nazionale (competizioni minori)
- Coppa panamericana 2014
- Coppa panamericana 2015
- Giochi panamericani 2015